# Gmina Batorz
Die Gmina Batorz ist eine Landgemeinde im Powiat Janowski der Woiwodschaft Lublin in Polen. Sitz ist das gleichnamige Dorf mit 982 Einwohnern (2006).

## Gliederung
Zur Landgemeinde (gmina wiejska) Batorz gehören folgende 13 Ortschaften mit einem Schulzenamt (solectwo):
Aleksandrówka
Batorz Pierwszy
Batorz Drugi
Batorz-Kolonia
Błażek
Nowe Moczydła
Samary
Stawce
Stawce-Kolonia
Węglinek
Wola Studzieńska
Wola Studzieńska-Kolonia
Wólka Batorska
Ein weiterer Ort der Gemeinde ist Wólka Batorska-Kolonia.

## Verweise